# Maiden Spirit Zakuro
Maiden Spirit Zakuro (jap. おとめ妖怪 ざくろ, Otome Yōkai Zakuro, dt. „Mädchen-Yōkai Zakuro“) ist eine Manga-Serie von Lily Hoshino, die seit 2006 in Japan erscheint. 2010 wurde sie als Anime-Fernsehserie adaptiert, die auch international als Zakuro veröffentlicht wurde. Das Werk ist in die Genres Romantische Komödie und Fantasy einzuordnen.

## Inhalt
In der Meiji-Zeit wird Japan modernisiert und um das Zusammenleben von Dämonen (Yōkai) und Menschen zu fördern wird das Yojin(= Dämonen-Mensch)-Ministerium gegründet. Es lässt Teams von Menschen und Yōkai bilden, die sich um die entstehenden Konflikte kümmern sollen. So kommt es, dass der junge, gutaussehende Soldat Kei Agemaki der Fuchshalbdämonin Zakuro zugeteilt wird. Seine Kollegen Riken Yoshinokazura und Ganryu Hanakiri bilden mit den Yōkai Susukihotaru sowie Hozuki und Bonbori ein Team. Die Gruppen müssen sich zunächst zusammenraufen und Vorurteile überwinden, ehe sie miteinander arbeiten können. Besonders Kei und Zakuro haben ihre Probleme, denn Kei hat furchtbare Angst vor Dämonen.
Den Teams werden bald die ersten Aufträge erteilt. Darin geht es meist um Yōkai, die die Gesetze brechen, Menschen belästigen oder gefährden. Dann kommen die Yōkai der Teams zum Einsatz, um die verbrecherischem Yōkai zu bekämpfen.

## Veröffentlichung
Der Manga erscheint in Japan seit November 2006 im Magazin Comic Birz bei Gentosha Comics. Seit Januar 2008 werden die Kapitel auch in bisher elf Sammelbänden veröffentlicht. Am erfolgreichsten verkaufte sich bisher der 9. Band, der in der ersten Woche nach Veröffentlichung 28.000 mal verkauft wurde.
Eine deutsche Ausgabe erscheint seit Oktober 2017 bei Tokyopop mit bisher zehn Bänden. Außerdem wurden polnische und chinesische Übersetzungen veröffentlicht.

## Adaptionen

### Light Novel
Von Chikage Ageha stammt eine Adaption des Mangas als Light Novel. Diese erschien in zwei Bänden bei Gentoshas Imprint Birz Novels am 25. Dezember 2010 bzw. 28. Oktober 2011. Die Illustrationen wurden von Lily Hoshino gezeichnet.

### Anime
2010 entstand eine Adaption des Mangas als Anime beim Studio J.C.Staff unter der Regie von Chiaki Kon. Hauptautor war Mari Okada und das Charakterdesign stammt von Shinya Hasegawa. Die künstlerische Leitung lag bei Hiroshi Katō und Izumi Hoki. Die Erstausstrahlung der 13 Folgen fand vom 5. Oktober bis 28. Dezember 2010  nach Mitternacht (und damit am vorigen Fernsehtag) bei TV Tokyo statt bzw. mit einigen Tagen Versatz auch auf TV Aichi und TV Ōsaka, sowie knapp drei Wochen Versatz auch auf AT-X. Es folgte die Veröffentlichung mit englischen, französischen und chinesischen Untertiteln, vor allem über Streaming-Dienste.

#### Synchronisation
| Rolle               | Japanische Stimme |
| ------------------- | ----------------- |
| Zakuro              | Mai Nakahara      |
| Kei Agemaki         | Takahiro Sakurai  |
| Riken Yoshinokazura | Satoshi Hino      |
| Ganryu Hanakiri     | Yūki Kaji         |
| Susukihotaru        | Kana Hanazawa     |
| Hozuki              | Yui Horie         |
| Bonbori             | Aki Toyosaki      |

#### Musik
Die Musik der Serie komponierte Masaru Sugimoto. Der Vorspann wurde unterlegt mit dem Lied Moon Signal von Sphere. Die Abspanntitel sind:
- Hatsukoi wa Zakuro-iro (初戀は柘榴色) von Mai Nakahara und Takahiro Sakurai
- Futari Shizuka (二人静) von Kana Hanazawa und Satoshi Hino
- Junjō Masquerade (純情マスカレイド) von Aki Toyosaki, Yui Horie und Yūki Kaji